# Arrhytmus pallimembris
Arrhytmus pallimembris är en skalbaggsart som beskrevs av Leon Fairmaire 1888. Arrhytmus pallimembris ingår i släktet Arrhytmus och familjen långhorningar.
Artens utbredningsområde är Madagaskar. Inga underarter finns listade.